# Pista de pruebas de alta velocidad Holloman
La pista de pruebas de alta velocidad Holloman (en inglés: Holloman High Speed Test Track) es una instalación de pruebas terrestres aeroespaciales del Departamento de Defensa de Estados Unidos ubicada en el centro-sur de Holloman AFB (Nuevo México). Es adyacente al Campo de Misiles de Arenas Blancas y es operado por el 846th Test Squadron del 704th Test Group del Complejo de Desarrollo de Ingeniería del Arnold en Arnold Air Force Base.
Esta pista brinda sus servicios a una amplia variedad de agencias gubernamentales y de defensas estadounidenses, como la Fuerza Aérea, la Armada de los Estados Unidos y la Agencia de Defensa Antimisiles, así como a todos los aliados de los Estados Unidos.

## Misión
Uno de los principales objetivos es brindar un espacio confiable y dinámico de práctica para todas las agencias y organismos gubernamentales, entre ellos, el Departamento de Defensa de Estados Unidos.
La instalación proporciona «un entorno de prueba controlado», aunque también es un espacio beneficioso para el manejo de armas, sistemas y componentes de alta velocidad.

## Actividades
Esta instalación cuenta con modernos equipos tecnológicos. En ella de desarrollan diversas actividades como la simulación de trayectorias de vuelo. Estas simulaciones son controladas con gran precisión y monitoreadas cuidadosamente.
Todas las actividades que se ejecutan en este complejo sirven para recolectar información valiosa destinada al Departamento de Defensa de Estados Unidos. Todos estos datos son útiles para la toma de decisiones, también para «apoyar las necesidades de prueba y evaluación de los programas de investigación».
Normalmente se ejecutan entre una y diecisiete pruebas al día. Algunas pruebas suelen ser básicas y otras más complejas.

## Recopilación de datos
Los datos electrónicos, que incluyen el tiempo de prueba, la posición del vehículo, la velocidad y la aceleración se recopilan de forma rutinaria en el HHSTT y sirven como objeto de estudios. Estos datos se capturan por varios medios, incluido el radar Doppler, las hojas de interruptores de haz óptico, las instalaciones de interruptores de cableado y los sensores magnéticos, y una amplia variedad de sensores de componentes para recopilar datos especializados como fuerzas de aceleración, deformación, temperatura, etc.